# Da Lezze
I Da Lezze furono una famiglia veneziana inclusa nel patriziato.
Il nome della famiglia sarebbe in relazione con Lecce, in Puglia, da cui giunsero nel 973. Altri asseriscono che fosse un ramo dei Traversari, famiglia ravennate, che avrebbe assunto questo cognome da una legge da loro proposta.
I da Lezze fuoro tra le famiglie appartenenti al Gran Consiglio di Venezia tra il 1297 e il 1797.
Parteciparono alla fondazione della chiesa di San Rocco.

## Dimore e possedimenti

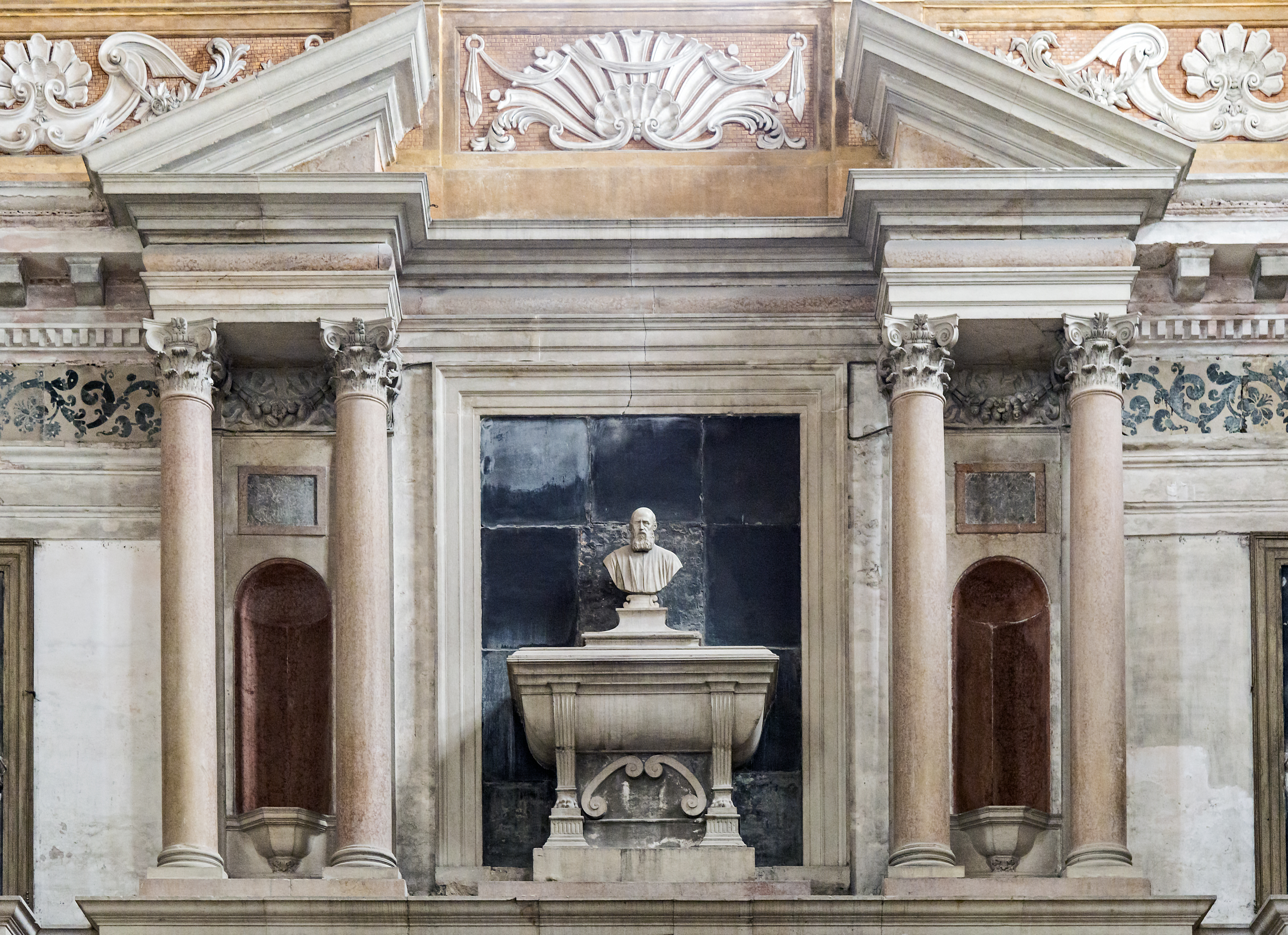
Tomba di famiglia, chiesa di Santa Maria Assunta detta I Gesuiti

La ricca tomba di famiglia si trova nella chiesa di Santa Maria Assunta detta I Gesuiti. Tra le proprietà, si ricordano il palazzo di Cannaregio, costruito nel 1654 su disegno di Baldassarre Longhena, e vari altri immobili del centro storico. Nell'entroterra, spicca fra tutte la magnifica villa di Rovarè, progettata sempre dal Longhena e di cui sopravvivono pochi resti, a cui si aggiunge la Ca' Leoncino di Castello di Godego.

## Esponenti principali
Tra i membri illustri vi sono:
- Antonio (Venezia, 29 gennaio 1425 – ...), che difese Scutari nel 1476,
- Giovanni, creato conte di Croce nel 1532,
- Benedetto (Venezia, 16 giugno 1578 – Venezia, dicembre 1623), provveditore in Istria durante la guerra con gli Austriaci,
- Giovanni (Venezia, 15 aprile 1554 – Venezia, 12 settembre 1625), militare e politico.

## Toponomastica
Numerosi riferimenti emergono dalla toponomastica veneziana: si hanno a San Marco una calle Lezze, una corte Lezze, un ramo Lezze e un ramo corte Lezze; a Cannaregio un'altra calle Lezze, una calle larga Lezze e un sotoportego Lezze.